# Потапајућа пумпа
Потапајућа пумпа је уређај који има херметички затворен мотор који је спојен са телом пумпе. Цео уређај је потопљен у течност и на тај начин пумпа обавља рад. Највећа предност ове пумпе је тај што спречава кавитацију пумпе. (Кавитација је настајање вакуума у течности). Потањајућа пумпа потискује течност ка површини док млазна пумпа повлачи течност. Потапајућа пумпа је стога ефикаснија.

## Принцип рада потапајуће пумпе
Подводне пумпе које се користе у инсталацијама су вишестепене центрифугалне пупме које раде у вертикалним позицијама. И ако су њихове конструкцијске и операционе способности доживеле константан развој , њихов основни оперативни принцип остаје је исти. Произведена течност, након сто је подвргнута великим центрифугалним силама проузроковане високим обртајима ротора, губе своју кинетичку енергију у дифузору где се одвија конверзија кинетичке енергије у притисак . То је главни оперативни механизам радијалних и мешовитих протока пумпи.
Вратило пумпе је прикључено на гас сепаратора или заштитника са механичком спојницом на дну пумпе. Онда, вода улази у пумпу кроз усисни екран и на тај начин се подиже нагоре. Остали делови укључују радијалне лежајеве који су распоређени дуж вратила пружајући подршку радијалне осовине. Потисни лежај заузима део аксијалне силе настале у пумпи, али већина тих сила се апсорбује од стране потисног лежајног заштитника.
Подводне пумпе налаже се у многим инсталацијама. Једностепене пумпе се користе за пумпање отпадних вода и одводњавање. Вишестепене пумпе се спуштају до бушотина и користе се за извлачење воде из бунара или нафте из нафтних бушотина.

## Употреба при експлатацији нафте
Потапајућe пумпе се користе у производњи нафте како би обезбедиле релативно ефикасан облик вештачког подизања притиска и у стању су да раде у ширком опсегу протока и дубине. Смањујући притисак на дну бунара, знатно више нафте може бити експлатисано упоређујући са природном производњом.
Систем подводних пумпи се састоји од површинских компонената (смештеним у производном погону као што је нафтна платформа) и подемних (у бунарским рупама). Површинске компонентне укључују контролоре мотора који су промењивих брзина, површинске каблове и трансформаторе. Површинске компоненте су пумпа, мотор, пецат и каблови. Сама пумпа је свакако вишестепена. Сваки степен се састоји од ротора и дифузора који усмерава проток у следећу фазу пумпе. Пумпе су пречника од 90 мм до 254 mm и варирају између једног метра и 8,7 метара у дужини. Мотор који покреће ову пумпу је трофазни снаге од 7,5 киловата, до 560 киловата.